# メール・ド・グラース氷河
座標: 北緯45度54分48秒 東経6度56分14秒 / 北緯45.91333度 東経6.93722度

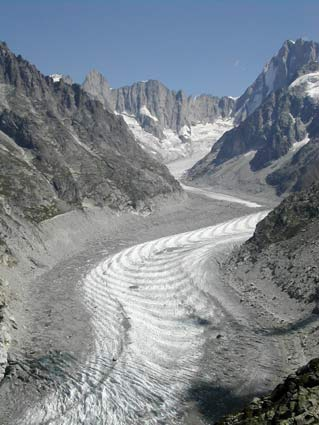
メール・ド・グラース氷河

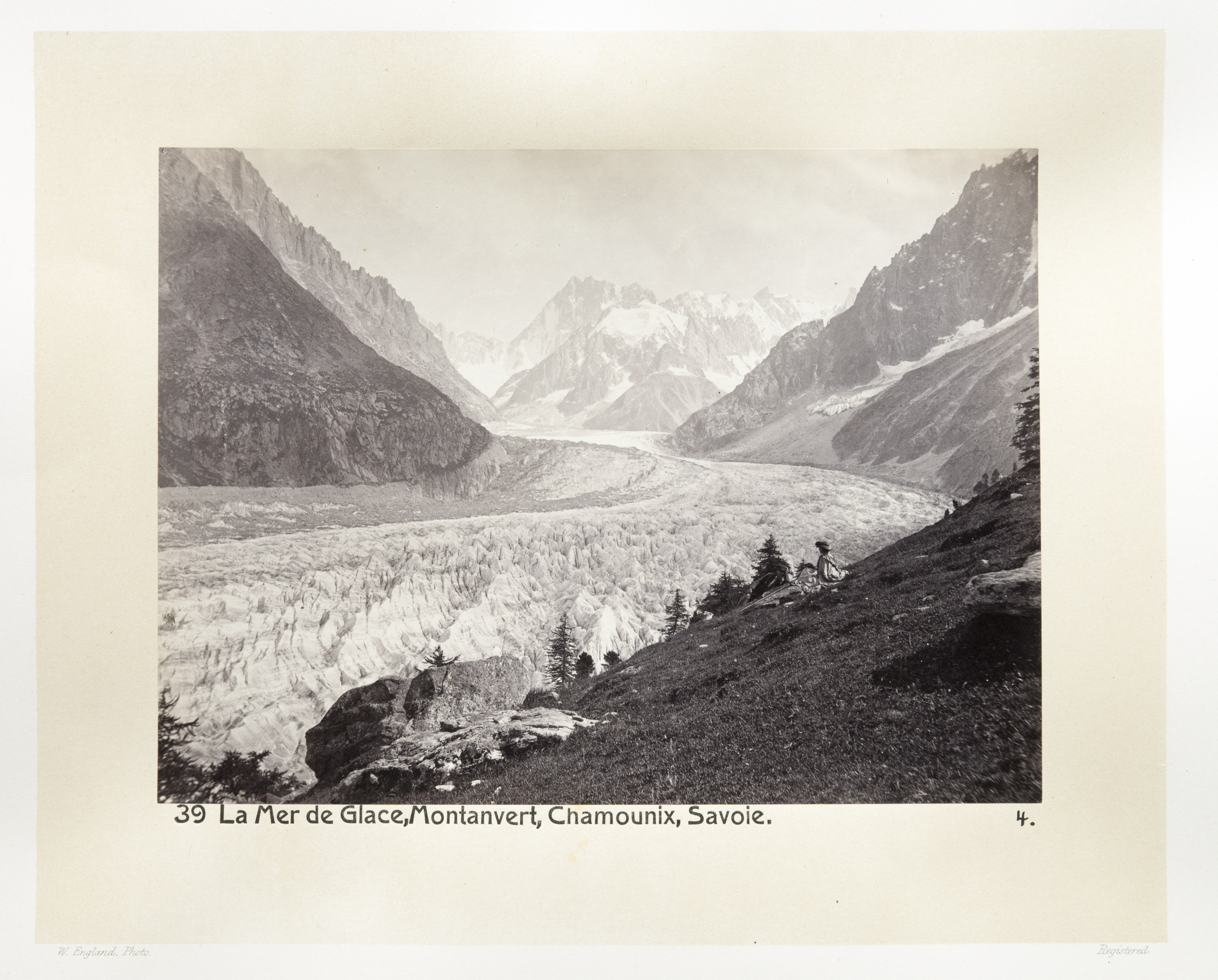
1870年頃の写真

メール・ド・グラース氷河（メール・ド・グラースひょうが、仏: Mer de Glace、「氷の海」の意）は、フランスにある同国最大の氷河。アルプス山脈モンブラン北壁にある。長さ7km、深さ200m、容積約40億立方メートル。メールドグラス氷河とも表記する。

## 概要
標高2,400mの地点にて3本の氷河が合流し、メール・ド・グラース氷河となる。下端は標高1,400m、主な流路方向は北北西。かつてはシャモニー＝モン＝ブランから見ることができたが、氷河の後退により、現在では見ることができなくなっている。流速はおおよそ年速90m。氷河上部には、クーベルクル小屋という山小屋がある。
シャモニーからメール・ド・グラース氷河までモンタンヴェール鉄道が観光客を運ぶ。1973年には氷河の下に延べ長さ10ｋｍのトンネルが作られ、3kmほど下流に氷河から溶け出す水を利用するレ・ボワ水力発電所（発電量年1億1千3百万ｋW）が設けられている。過去140年間で温暖化のために氷河は2km後退、220ｍ薄くなっている。